# Questioni siciliane

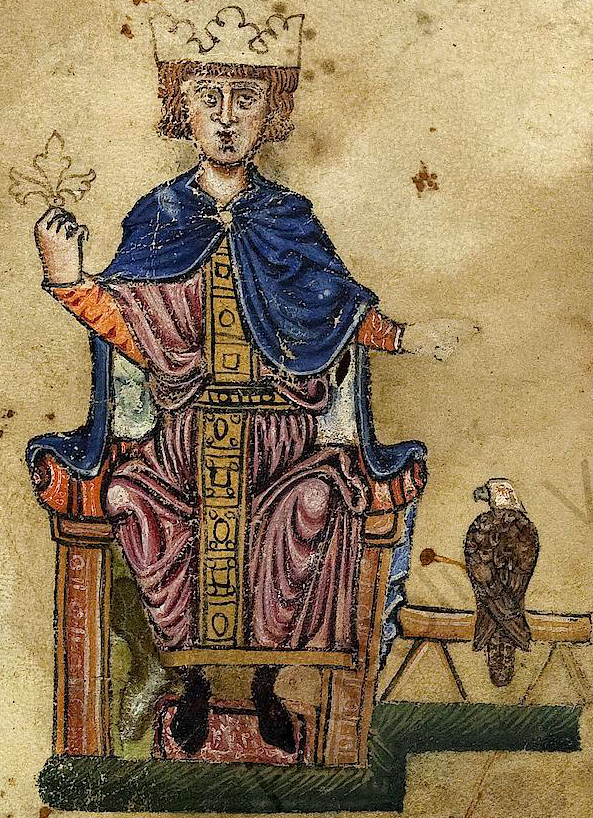
Federico II, da un manoscritto vaticano del De arte venandi cum avibus

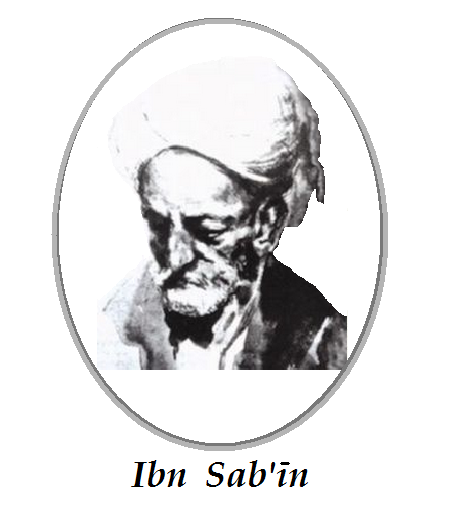
Il mistico Ibn Sab'in.

Questioni siciliane (in arabo المسائل الصقلية‎?, al-Masāʼil al-Ṣiqilliyya) è il titolo di un testo arabo medievale di argomento filosofico, redatto nel XIII secolo (dal  1237 al 1242) e strutturato in forma di risposta a cinque domande poste ai sapienti del suo tempo dall'imperatore Federico II di Svevia, nate in quel circolo culturale che fu la Scuola siciliana.
Suo autore è Ibn Sab῾īn (circa 1216-1270) filosofo e mistico islamico andaluso.
Oltre al fascino esercitato quale testimonianza documentale di uno scambio interculturale nel Mediterraneo medievale, l'opera costituisce una notevole fonte per la conoscenza della filosofia islamica occidentale, nello stato in cui si presentava ad appena pochi decenni dalla morte di Averroè.

## Le questioni sicilianedi Federico II

### L'autore
Ibn Sab῾īn, l'autore delle risposte, è un filosofo islamico di al-Andalus, di ispirazione sufi, la cui figura fu sempre accompagnata da sospetti di eterodossia: fu per questo che la sua vita conobbe una percorso erratico, che, dall'originaria Murcia, lo portò dapprima a Ceuta, sulla costa nordafricana, e infine alla Mecca dove sembra avesse trovato una relativa tranquillità, anche se una certa tradizione lo vorrebbe ancora alle prese con un'esistenza ancora tormentata, interrotta infine dal suicidio.
Un aneddoto riferito a Innocenzo IV testimonierebbe il travalicare la sua fama i confini del mondo islamico: come vorrebbe una tradizione, trovatosi di fronte Abū Ṭālib, fratello del filosofo, in missione diplomatica presso la Corte papale, Innocenzo IV avrebbe espresso un giudizio estremamente lusinghiero su Ibn Sab῾īn, definendolo un «uomo così sapiente che oggi, presso i Musulmani, non vi è nessuno che conosca Dio meglio di lui».
Nei suoi lavori orientalistici e paleografici alla Biblioteca nazionale di Francia, presentando per la prima volta agli studiosi il relativo manoscritto arabo, l'esule parigino Michele Amari fu anche il primo, nel 1853, a individuare in Ibn Sab῾īn l'interlocutore di Federico II di Svevia nelle risposte alle celebri Questioni siciliane (al-Masāʼil al-Ṣiqilliyya), che il sovrano svevo aveva indirizzato ai sapienti del suo tempo.
Nell'offrire le sue risposte, investito del compito dal califfo almohade Abū Muhammad ʿAbd al-Wāhid al-Rashīd e dal governatore di Ceuta Ibn Khalāṣ, Ibn Sab῾īn oppose però uno sdegnoso rifiuto ai munifici doni con cui il sovrano siciliano desiderava ricompensare chi avesse soddisfatto delle sue curiosità intellettuali.

### L'opera

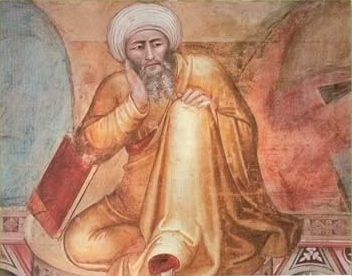
Averroè, figura cardine della filosofia islamica occidentale, nel cui contesto si colloca l'opera di Ibn Sab῾īn

La sua natura di testimone di uno scambio interculturale tra il mondo islamico e quello cristiano occidentale, ha esercitato un notevole fascino sugli studiosi europei, a partire dall'individuazione dei due protagonisti del rapporto culturale, l'imperatore Hohenstaufen e l'autore del testo.
L'opera è inoltre un'importantissima fonte per la filosofia islamica in occidente, dalla morte del suo più prestigioso esponente, Averroè, avvenuta pochi decenni prima, nel 1198.
L'opera, in forma epistolare, è la più giovanile che si conosca di Ibn Sab῾īn: la datazione offerta da Michele Amari la fa risalire agli anni dal 1237 al 1242, tenuto conto della data di morte del califfo almohade ʿAbd al-Wāḥid al-Rashīd, avvenuta nel 1242, e partendo dall'ipotesi di un autore almeno ventenne.
La prefazione al trattato descrive la circostanza dell'invio delle domande da parte di Federico II in numerosi paesi islamici. L'imperatore si rivolge alla corte hafside, quindi a quella almohade, che dà mandato a Ibn Sab῾īn di rispondere.

#### Contenuto delle cinqueQuestioni
Ibn Sab῾īn non fornisce il testo delle domande proposte dall'imperatore, che rimangono pertanto sconosciute. Tuttavia, tenore e contenuto dei quesiti sono implicitamente desumibili dalle stesse risposte, tanto che una parafrasi indiretta è stata tentata da Mario Grignaschi. Le prime quattro, toccano temi eminentemente filosofici e di estrema rilevanza, fra i più pressanti della riflessione filosofica medievale:
1. il primo quesito riguardava un tema della metafisica aristotelica, la prova o l'argomentazione di Aristotele a favore dell'eternità dell'Universo[9]: «Il Saggio Aristotele ha parlato con eloquenza, in tutte le sue asserzioni, dell'eternità del mondo e non vi è dubbio che fosse tale la sua opinione. Dubbio è soltanto se abbia dato una dimostrazione di questa sua tesi e quale sia stata la sua dimostrazione. Se non ha dato una dimostrazione, di quale genere è il suo discorso sull'argomento?»;
2. il secondo riguardava il fine e i presupposti della teologia per gli antichi greci e i sufi. Nella parafrasi di Grignaschi: «Quale è la meta della teologia e quali i preliminari necessari della stessa, seppur possiede preliminari?»;
3. il terzo riguardava le categorie aristoteliche: «Che cosa sono le categorie, come le si adopera ne[i generi de]lle scienze, di modo che il loro numero sia completo ‒ e il loro numero è dieci ‒ e quale è il loro numero, e se è possibile che siano di meno o di più e quale ne è la prova»;
4. il quarto riguardava la prova dell'immortalità dell'anima e le differenze tra la teoria di Aristotele e quella di Alessandro di Afrodisia: «Quale è la prova dell'immortalità dell'anima ed è essa immortale e dove si oppone Alessandro [di Afrodisia] al Saggio [Aristotele]»
5. la quinta e ultima questione esulava dall'ambito strettamente filosofico, e sconfinava invece nel campo delle curiositas dell'imperatore. Si trattava, in particolare, di un problema di interpretazione, il significato da attribuire all'affermazione «Il cuore del credente è fra due dita del Misericordioso», un ḥadīth tradizionalmente attribuito a Maometto o al suo immediato séguito. Lo studio della Akasoy, sulla base di vari considerazioni (posizione, contenuti e stile), suggerisce che quest'ultima esposizione esuli dalla Questioni siciliane: pur potendo essere frutto della stessa mano, la quinta risposta potrebbe essere stata inserita nel testimone come pagina interpolata da un altro, o dallo stesso manoscritto[10].

#### Altre interpretazioni
Il testo delle sue risposte all'imperatore è stato oggetto di una diversa analisi, condotta da Anna Ayşe Akasoy, dell'Oriental Institute dell'Università di Oxford. Nel suo Ibn Sab῾īn's Sicilian questions: the text, its sources, and their historical context, l'orientalista oxoniense propende per una revisione del contesto storico e ambientale, riconducendo l'opera al milieu intellettuale e ideologico della Spagna islamica almohade: secondo tale studio, lo scritto sarebbe da inquadrare quale manuale introduttivo alla dottrina aristotelica attraverso l'esposizione di quattro specifici e controversi punti.
All'interno di tale interpretazione, il contenuto del prologo, e quel il preciso riferimento alle richieste dell'imperatore svevo, sarebbero da considerare alla stregua di un espediente letterario e retorico da cui trarre occasione per l'esordio e lo sviluppo dell'esposizione argomentativa su quei nuclei tematici.

## Edizioni e traduzioni
Il testo delle Questioni siciliane è tramandato da un unico testimone, il manoscritto Huntington 534, composto da 98 pagine (49 fogli) con una scrittura su 23 righe conservato alla Biblioteca Bodleiana di Oxford. L'unicità del testimone, e la frequenza di errori e fraintendimenti dell'amanuense, si traduce in serie difficoltà di esegesi che ne hanno ostacolato nel tempo l'edizione e la traduzione.
- Traduzione in turco, a cura di Şerafettin Yaltkaya, Istanbul, 1934,
- Edizione del testo arabo: Şerafettin Yaltkaya (curatore), Correspondance philosophique avec l'Empereur Frédéric II de Hohenstaufen, Paris, 1941 (con prefazione e breve analisi del testo di Henry Corbin)
- Las Cuestiones Sicilianas, versione dall'arabo alla lingua spagnola, introduzione e note a cura di Luisa María Arvide Cambra, Grupo Editorial Universitario, Granada, 2009. ISBN 978-84-9915-085-7.

### Edizione italiana
- Le questioni siciliane. Federico II e l'universo filosofico, versione tradotta dall'arabo, introduzione e note a cura di Patrizia Spallino; presentazione di Bakri Aladdin, Palermo, Officina di Studi Medievali, 2002, ISBN 88-88615-42-3.